# یواس‌اس وای‌پی-۴۲۲
یواس‌اس وای‌پی-۴۲۲ (به انگلیسی: USS YP-422) یک کشتی بود که طول آن ۱۳۳ فوت ۳ اینچ (۴۰٫۶۱ متر) بود. این کشتی در سال ۱۹۴۱ ساخته شد.